# Фінал кубка СРСР з футболу 1950
Одинадцятий фінал кубка СРСР з футболу відбувся на стадіоні «Динамо» в Москві 6 листопада 1950 року. У грі взяли участь московські команди «Спартак» і «Динамо». На матчі були присутні 60 тисяч глядачів.

## Претенденти
«Спартак» (Москва)
- Чемпіон СРСР (3): 1936 (о), 1938, 1939.
- Срібний призер (1): 1937.
- Бронзовий призер (4): 1936 (в), 1940, 1948, 1949.
- Володар кубка СРСР (4): 1938, 1939, 1946, 1947.
- Фіналіст кубка СРСР (1): 1948.

«Динамо» (Москва)
- Чемпіон СРСР (5): 1936 (в), 1937, 1940, 1945, 1949.
- Срібний призер (5): 1936 (о), 1946, 1947, 1948, 1950.
- Володар кубка СРСР (1): 1937.
- Фіналіст кубка СРСР (2): 1945, 1949.

## Деталі матчу
| 6.11.1950 |

| «Спартак»                               | 3 – 0 | «Динамо» |
| --------------------------------------- | ----- | -------- |
| Тімаков 35' Терентьєв 40' Дементьєв 65' | Звіт  |          |

| «Динамо» (Москва) Глядачів: 60 000 Арбітр: Микола Латишев (Москва) |

| СПАРТАК        |                   |
|                |                   |
| ВР             | Юрій Костиков     |
| ЗХ             | Анатолій Сеглін   |
| ЗХ             | Василь Соколов    |
| ЗХ             | Юрій Сєдов        |
| ПЗ             | Олег Тімаков      |
| ПЗ             | Ігор Нетто        |
| НП             | Олексій Парамонов |
| НП             | Віктор Терентьєв  |
| НП             | Микита Симонян    |
| НП             | Микола Дементьєв  |
| НП             | Олександр Рисцов  |
| Тренер:        |                   |
| Абрам Дангулов |                   |

| ДИНАМО         |                    |
|                |                    |
| ВР             | Вальтер Саная      |
| ЗХ             | Олександр Петров   |
| ЗХ             | Володимир Зябликов |
| ЗХ             | Олександр Соколов  |
| ПЗ             | Всеволод Блінков   |
| ПЗ             | Володимир Савдунін |
| НП             | Василь Трофімов    |
| НП             | Іван Конов         |
| НП             | Костянтин Бєсков   |
| НП             | Сергій Сальников   |
| ПЗ             | Сергій Соловйов    |
| Тренер:        |                    |
| Михайло Якушин |                    |